# Josef Klein (Schauspieler)

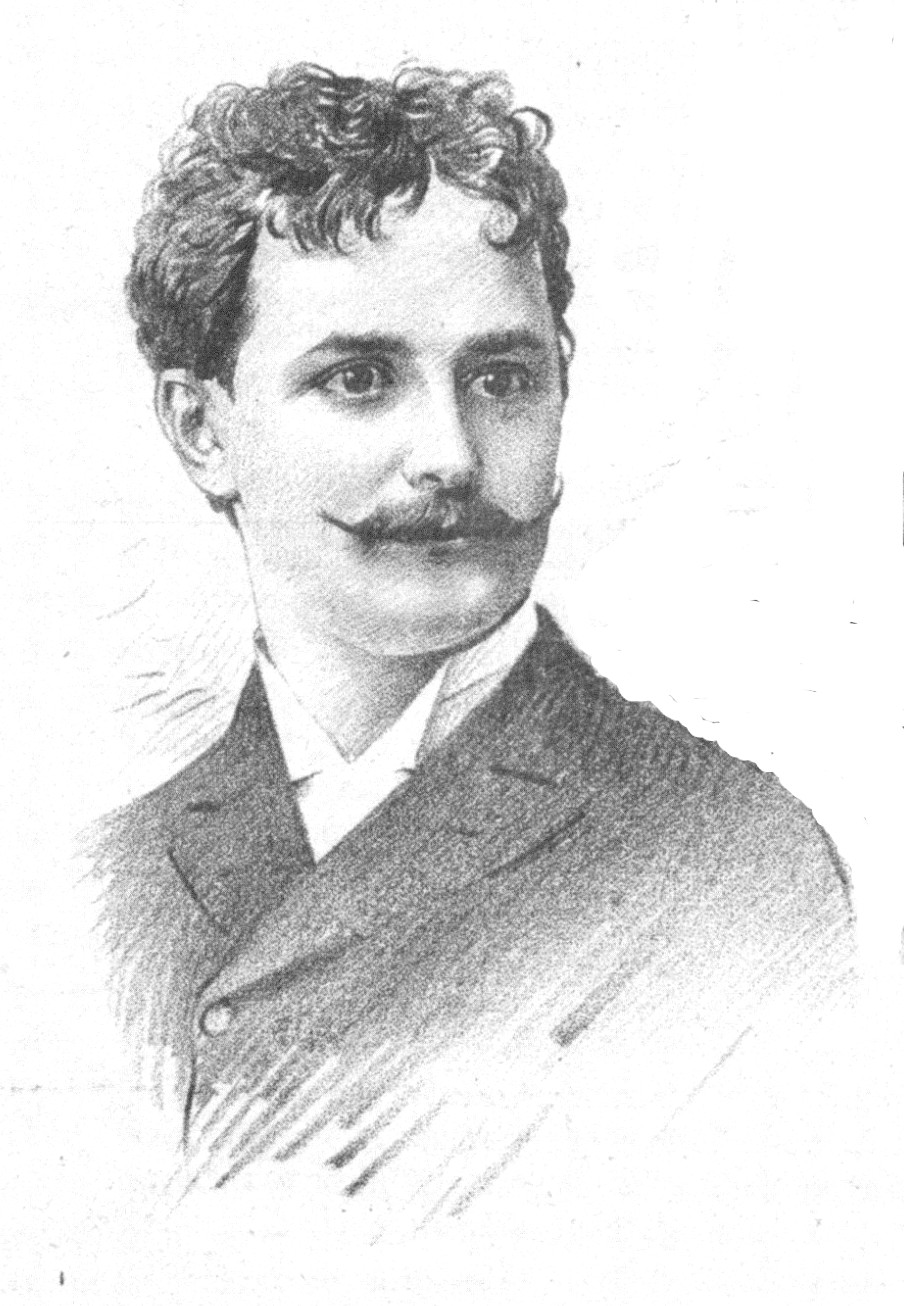
Josef Klein als Mitglied des Raimundtheaters im Jahre 1893

Josef Klein, gelegentlich auch Joseph Klein geschrieben (* 3. Jänner 1862 in Brünn, Mähren; † 4. September 1927 in Berlin) war ein österreichisch-deutscher Schauspieler bei Bühne und Film.

## Leben und Wirken

### Theater
Der Sohn eines Braumeisters wuchs im österreichischen Landesteil Mähren auf und erhielt dort eine zweijährige Ausbildung. In den 1880er Jahren begann Klein seine Wanderzeit durch die Theater der k.u.k.-Provinz: Beginnend mit Klagenfurt spielte Klein in Preßburg und schließlich in Budapest. Dort folgte er einem Ruf an das Hoftheater Meiningen. Mit dessen Bühnentruppe tourte Klein anschließend nach Breslau, Leipzig, St. Petersburg, Moskau, Odessa und Kiew. Einhergehend mit der Gründung des Wiener Raimundtheaters im Jahre 1893 erreichte Josef Klein die österreich-ungarische Hauptstadt.
Dort debütierte er mit dem Part des Grafen Hammerstein und hatte schlagartig Erfolg. In den kommenden drei Jahren spielte Klein eine Fülle von zentralen Theaterrollen, etwa den Fiesko und den Jaromir. Er spielte aber auch in Volksstücken wie „Die Überzähligen“, „Der Mann ohne Vorurteil“ und „Ehre“. Anschließend wechselte Klein ans Carltheater, wo er am 15. September 1897 seinen Einstand in dem Lustspiel „Die Kinder der Exzellenz“ gab. 1899 verließ Klein Wien wieder und übersiedelte nach München, um an den Vereinigten Theatern aufzutreten. Am dortigen Schauspielhaus gelang ihm der Durchbruch in Deutschland, als man ihn beispielsweise den Fuhrmann Henschel im gleichnamigen Hauptmann-Stück, den Krebs in Georg Hirschfelds Drama „Agnes Jordan“ und den Ekdal in Ibsens Die Wildente spielen ließ. Auch am Gärtnerplatztheater feierte Klein zur Jahrhundertwende einige Erfolge, so etwa in Cyrano de Bergerac, der Tochter des Herrn Fabricius und Hauptmanns Webern, wo er den Moritz Jäger verkörperte.
Im Jahre 1900 traf Josef Klein in Berlin ein. Hier wurde er Ensemblemitglied des Lessingtheaters. Seinen Einstand dort gab er erneut in einem Ibsen-Stück: als Hellmer in Nora oder Ein Puppenheim. Im Anschluss daran konnte man ihn u. a. als Orlando in „Die Zwillingsschwester“ und als Massimo in „Wie die Blätter“ sehen. Zu dieser Zeit kam man zu folgender Beurteilung:

„K., dem kräftige, etwas rauhe Gestalten am besten liegen, ist ein guter Sprecher, der klar und deutlich, jedes Wort verständlich zum Ausdruck bringt. Er entwickelt in seinen Darstellungen oft ein geradezu stürmisches Temperament und starke Leidenschaft und ist ein äußerst gewandter bühnensicherer Schauspieler von gefälligen Manieren und Bewegungen.“

Kurz nachdem Max Reinhardt das Kleine und das Neue Theater gegründet bzw. aufgebaut hatte, wechselte Klein dorthin. Die Jahre unter Reinhardts Ägide sollten die künstlerisch fruchtbarsten seiner gesamten deutschen Laufbahn werden. Klein spielte auch dort die ganze Palette tragender Rollen. Bis er Mitte des Jahrzehnts über das Leipziger Schauspielhaus an das Schauspielhaus Düsseldorf von Louise Dumont ging, hatte er bereits so zentrale Theaterfiguren wie den Othello, den Petruchio, den Pfarrer von Kirchfeld (im gleichnamigen Anzengruber-Stück), den Karl Moor, den Uriel Acosta, den Satin in Nachtasyl und den Präsidenten in Kabale und Liebe gespielt. Nach seiner Düsseldorfer Zeit band sich Klein nicht mehr fest an ein Ensemble, sondern ging viele Jahre als freischaffender Künstler auf Gastspielreisen. Erst 1926 kehrte Klein endgültig nach Berlin zurück.

### Film
Es war Max Reinhardt, der seinen Ensembledarsteller vor die Kamera holte. Josef Klein spielte 1912 und 1913 in zwei von Reinhardts ambitionierten Frühwerken nach Vorlagen Karl Gustav Vollmoellers, Das Mirakel (als König) und Eine venezianische Nacht (als Mestre Mangiabene). Inmitten des Ersten Weltkriegs begann Klein regelmäßig zu filmen, 1918/19 betätigte er sich kurzzeitig auch als Regisseur. Joe May, der Klein in seinem Monumentalspektakel Veritas vincit besetzt hatte, ließ ihn 1919 zwei Episoden seines wuchtigen Abenteuermehrteilers Die Herrin der Welt inszenieren. Auch in dem Anna-Boleyn-Film des Reinhardt-Schülers Ernst Lubitsch übernahm Klein eine kleine Rolle. Seine späteren Arbeiten bis zum Ende seiner Filmtätigkeit im Jahre 1924 sind weitgehend bedeutungslos.

## Privates
Klein, dessen Bruder Rudolf Klein-Rhoden ebenfalls Schauspieler war, war ab 1898 mit der 1871 geborenen Dresdner Schauspielerin Elisabeth Hruby verheiratet.

## Filmografie

### Schauspieler
- 1912: Das Mirakel
- 1913: Eine venezianische Nacht
- 1915: Spinolas letztes Gefecht
- 1915: Über alles – das Recht
- 1916: Der Trödler von Prag
- 1916: Der Mann ohne Kopf
- 1916: Mirko Pasqua
- 1916: Mutter und Kind
- 1916: Die Wunderlampe des Hradschin
- 1916: Der verkaufte Schlaf
- 1917: Christa Hartungen
- 1917: Die Claudi vom Geiserhof
- 1917: Die Krone von Kerkyra
- 1917: Rauschgold
- 1918: Der Trompeter von Säckingen
- 1918: Alraune, die Henkerstochter, genannt die rote Hanne
- 1918: Dr. Schotte
- 1919: Veritas vincit
- 1919: Das Tor der Freiheit
- 1919: Der Herr über Leben und Tod
- 1919: Die Frau im Käfig
- 1919: Menschen, die das Glück verachten
- 1919: Schatten der Vergangenheit
- 1920: Anna Boleyn
- 1920: Das Frauenhaus von Brescia
- 1920: Das Haupt des Juarez
- 1920: Die Tophar-Mumie
- 1920: Frank Norton, zwei Teile
- 1920: Wildes Blut
- 1921: Die Dreizehn aus Stahl
- 1921: Die kleine Dagmar
- 1921: Zirkus des Lebens
- 1922: Der falsche Dimitry
- 1922: Der Graf von Charolais
- 1922: Fridericus Rex, Teile 1 und 2
- 1922: Der Liebesroman des Cesare Ubaldi
- 1922: Wem nie durch Liebe Leid geschah!
- 1923: Der Mann mit der eisernen Maske
- 1923: Der Mitternachtszug
- 1924: Königsliebchen
- 1924: Die Fahrt ins Verderben

### Regisseur
- 1918: Alraune, die Henkerstochter, genannt die rote Hanne (Co-Regie)
- 1919: Die Herrin der Welt, 1. Teil: Die Freundin des gelben Mannes
- 1919: Die Herrin der Welt, 4. Teil: König Makombe